# ユーミンからの、恋のうた。
『ユーミンからの、恋のうた。』（ユーミンからの、こいのうた）は、松任谷由実（ユーミン）のベスト・アルバム（初回生産限定盤:UPCH-29291/29292、通常盤:UPCH-20479/81）。2018年4月11日にEMI Recordsよりリリースされた。

## 解説
デビュー45周年を記念して企画されたベスト・アルバム（厳密にはオールタイム・ベスト）。2012年に発売された40周年記念ベストアルバム『日本の恋と、ユーミンと。』には収録されていない、ユーミン自身が、今の時代にこそ聴いて欲しいと選曲した45曲を収録。
「DISC1 <Pure Eyes> 純粋さを、捨てない。」、「DISC2 <Urban Cowgirl> “私”で、生きてゆく。」、「DISC3 <Mystic Journey> 旅を、やめない。」と3つのテーマでディスクごとに構成されている。本作はGOH HOTODAが全曲最新デジタルリマスタリング処理を担当している。

## 記録
オリコンでは、発売初週に10.8万枚を売り上げ、初登場1位を記録。2016年に自身が前作『宇宙図書館』で記録した女性アーティスト最年長記録を64歳3か月にさらに更新した。同時にアルバム首位獲得数は通算24作となり、自身が持つ女性アーティストならびに男女通じてソロアーティスト歴代最多記録も更新した。また、このアルバムと共に前ベストアルバム「日本の恋と、ユーミンと。」が8位にランクインし、ランキングトップ10に2作同時ランクインの記録も打ち立てた。この新作と旧作のベストアルバムの2作同時トップ10入りは、後にサザンオールスターズの「海のOh, Yeah!!」、「海のYeah!!」にも見られた。
2022年10月19日現在、オリコン上での累計売り上げ枚数は232,651枚

## 収録曲
作詞・作曲：松任谷（荒井）由実　編曲：松任谷正隆

### Disc 1 <Pure Eyes> 純粋さを、捨てない。
1. 瞳を閉じて (3:11)    
4thシングルc/w、2ndアルバム『MISSLIM』より。
2. ジャコビニ彗星の日 (4:01)
8thアルバム『悲しいほどお天気』より。
3. スラバヤ通りの妹へ (4:38)    
11thアルバム『水の中のASIAへ』より。
ベスト・アルバム初収録
4. 雨の街を (4:18)
1stアルバム『ひこうき雲』より。
5. 緑の町に舞い降りて (4:42)
8thアルバム『悲しいほどお天気』より。
6. セシルの週末 (5:24)
9thアルバム『時のないホテル』より。
ベスト・アルバム初収録
7. September Blue Moon (4:22)
20thアルバム『Delight Slight Light KISS』より。
ベスト・アルバム初収録
8. まずはどこへ行こう (4:56)
35thアルバム『そしてもう一度夢見るだろう』より。
ベスト・アルバム初収録
9. ただわけもなく (4:50)
32ndアルバム『Wings of Winter, Shades of Summer』より。
ベスト・アルバム初収録
10. 海に来て (4:44)
34thアルバム『A GIRL IN SUMMER』より。
11. Summer Junction (3:55)
31stアルバム『acacia(アケイシャ)』より。
ベスト・アルバム初収録
12. きっと言える (2:55)
2ndシングル、1stアルバム『ひこうき雲』より。
13. Midnight Scarecrow (5:37)
27thシングル『輪舞曲(ロンド)』c/w、27thアルバム『KATHMANDU』より。
ベスト・アルバム初収録
14. Autumn Park (4:59)
18thアルバム『ALARM à la mode』より。
15. 雪だより (4:19)
10thアルバム『SURF&SNOW』より。

### Disc 2 <Urban Cowgirl> “私”で、生きてゆく。
1. ふってあげる (4:55)
20thアルバム『Delight Slight Light KISS』より。
ベスト・アルバム初収録
2. 思い出に間にあいたくて (4:04)
19thアルバム『ダイアモンドダストが消えぬまに』より。
ベスト・アルバム初収録
3. ひとつの恋が終るとき (5:21)
36thアルバム『Road Show』より。
ベスト・アルバム初収録
4. もう愛は始まらない (4:46)
17thアルバム『DA・DI・DA』より。
ベスト・アルバム初収録
5. TUXEDO RAIN  (4:32)
19thアルバム『ダイアモンドダストが消えぬまに』より。
ベスト・アルバム初収録
6. 心ほどいて (4:29)
21stアルバム『LOVE WARS』より。
ベスト・アルバム初収録
7. 街角のペシミスト (4:40)
12thアルバム『昨晩お会いしましょう』より。
ベスト・アルバム初収録
8. NIGHT WALKER  (5:03)
14thアルバム『REINCARNATION』より。
9. Nobody Else (3:20)     
20thアルバム『Delight Slight Light KISS』より。
ベスト・アルバム初収録
10. 夕涼み (4:20)
13thアルバム『PEARL PIERCE』より。
11. 雨のステイション (5:16)
3rdアルバム『COBALT HOUR』より。
12. 幸せはあなたへの復讐 (4:20)
20thアルバム『Delight Slight Light KISS』より。
ベスト・アルバム初収録
13. Cowgirl Blues (4:08)
28thアルバム『Cowgirl Dreamin'』より。
ベスト・アルバム初収録
14. オールマイティー (4:25)
14thアルバム『REINCARNATION』より。
ベスト・アルバム初収録
15. フォーカス (5:16)
13thアルバム『PEARL PIERCE』より。
ベスト・アルバム初収録

### Disc 3 <Mystic Journey> 旅を、やめない。
1. 満月のフォーチュン (4:42)
22ndアルバム『天国のドア』より。
ベスト・アルバム初収録
2. 破れた恋の繕し方教えます (4:39)
16thアルバム『NO SIDE』より。
ベスト・アルバム初収録
3. 砂の惑星 (5:10)
26thアルバム『THE DANCING SUN』より。
ベスト・アルバム初収録
4. 朝陽の中で微笑んで (5:21)
4thアルバム『14番目の月』より。
ベスト・アルバム初収録
5. 輪舞曲 (4:38)
27thシングル、27thアルバム『KATHMANDU』より。
6. ツバメのように (5:04)
7thアルバム『OLIVE』より。
ベスト・アルバム初収録
7. シャンソン (5:01)
37thアルバム『POP CLASSICO』より。
ベスト・アルバム初収録
8. 霧の中の影 (5:44)
33rdアルバム『VIVA! 6×7』より。
ベスト・アルバム初収録
9. AVALON (4:56)
38thアルバム『宇宙図書館』より。
ベスト・アルバム初収録
10. BABYLON (4:21)
17thアルバム『DA・DI・DA』より。
ベスト・アルバム初収録
11. きみなき世界 (5:23)
29thアルバム『スユアの波』より。
12. Man in the Moon (4:31)
22ndアルバム『天国のドア』より。
ベスト・アルバム初収録
13. SATURDAY NIGHT ZOMBIES (4:14)
22ndシングルc/w、19thアルバム『ダイアモンドダストが消えぬまに』より。
ベスト・アルバム初収録
14. 無限の中の一度 (4:34)
24thアルバム『TEARS AND REASONS』より。
ベスト・アルバム初収録
15. July (5:59)
25thアルバム『U-miz』より。
ベスト・アルバム初収録

### 初回特典DVD『観るベスト YUMING SUPER PERFORMANCE 2』
1. 満月のフォーチュン
from YUMING SURF&SNOW in Zushi Marina Vol.16
2. Nobody Else
from YUMING SPECTACLE SHANGRILA II ～氷の惑星～
3. BABYLON
from YUMING SPECTACLE SHANGRILA III ～ドルフィンの夢～
4. 朝陽の中で微笑んで
from YUMING SPECTACLE SHANGRILA III ～ドルフィンの夢～
5. 雨のステイション
from Yumi Arai The Concert with Old Friends
6. TUXEDO RAIN
from CONCERT TOUR 2011 Road Show
7. 無限の中の一度
from CONCERT TOUR POP CLASSICO 2013-2014
8. 砂の惑星
from THE DANCING SUN TOUR 1994-1995
9. 雪だより
from SURF&SNOW in Naeba Vol.38
初映像化
10. September Blue Moon
from SURF&SNOW in Naeba Vol.38
初映像化
11. ただわけもなく
from THE LAST WEDNESDAY TOUR 2006 ～HERE COMES THE WAVE～

## 参加ミュージシャン
オリジナルアルバムを参照。

## その他
- 2018年4月11日 - 5月6日、このアルバムのリリース記念企画として、松任谷と古くから親交がある山口浩が総支配人・総料理長を務める神戸北野ホテルでは、ダイニング「イグレック」、フレンチレストラン「アッシュ」にてスペシャルランチ、オリジナルカクテル、スペシャルディナーのメニューが提供された。同ホテルは、松任谷が神戸を訪問する際にはしばしば立ち寄っているお気に入りの場所。メニューは、前菜、メインディシュと“恋のうた”をテーマにしたパティシエ特製スイーツ15種であった[3][4]。